# Кусембедь
Кусембедь — река в России, протекает по Бакалинскому району Башкортостана.
Начинается рядом с деревней Пальчиково. Устье реки находится в 125 км по левому берегу реки Сюнь. Длина реки составляет 13 км.
Рядом с истоком организован пруд. Ещё два пруда существуют в окрестностях деревни Дияшево.

## Данные водного реестра
По данным государственного водного реестра России относится к Камскому бассейновому округу, водохозяйственный участок реки — Белая от города Бирск и до устья, речной подбассейн реки — Белая. Речной бассейн реки — Кама.
Код объекта в государственном водном реестре — 10010201612111100026626.